# Scleria tryonii
Scleria tryonii är en halvgräsart som beskrevs av Karel Domin. Scleria tryonii ingår i släktet Scleria och familjen halvgräs. Inga underarter finns listade i Catalogue of Life.